# Aleksander Wielopolski

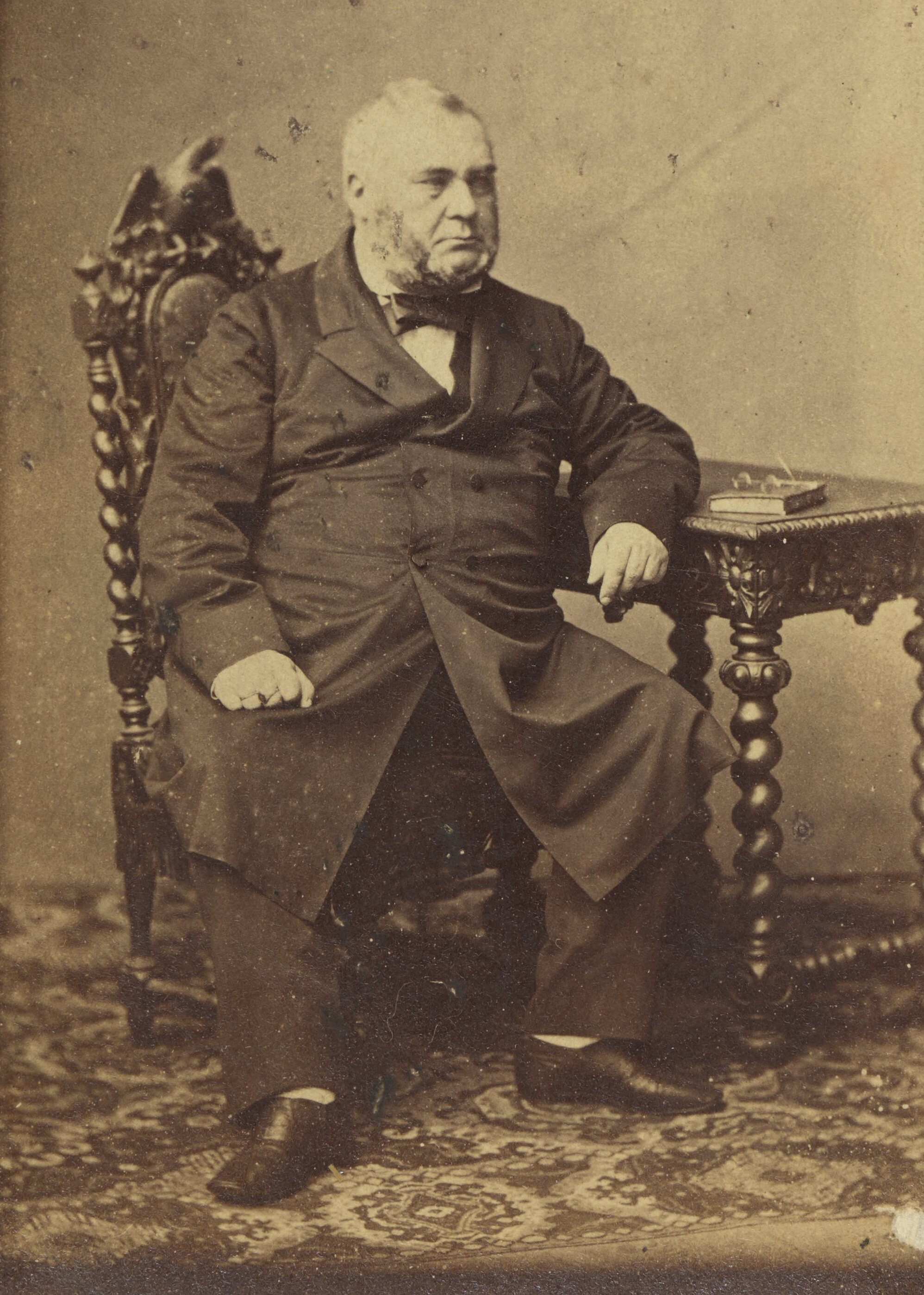
Aleksander Wielopolski.

Aleksander Wielopolski, markis Gonzaga-Myszkowski, född 13 mars 1803 i Sędziejowice, död 30 december 1877 i Dresden, var en polsk greve och politiker. 
Wielopolski skickades efter polska resningens utbrott 1831 på ett resultatlöst diplomatiskt uppdrag till England, för vilket han redogjorde i "Mémoire presenté à lord Palmerston". Efter bondeoroligheterna i Galizien 1846 försökte han åstadkomma ett polsk-ryskt närmande genom den uppseendeväckande skriften Lettre d'un gentilhomme polonais au prince de Metternìch (andra upplagan 1848). 
Efter den ryska bondeemancipationen 1861 blev Wielopolski direktör i kyrko- och undervisningskommissionen och ståthållaren storfurst Konstantins adjoint som chef för civilförvaltningen. Han tvingades dock omedelbart före den andra polska resningen (1863) frivilligt lämna landet och bosatte sig i Dresden. 